# Giessen (Noord-Brabant)

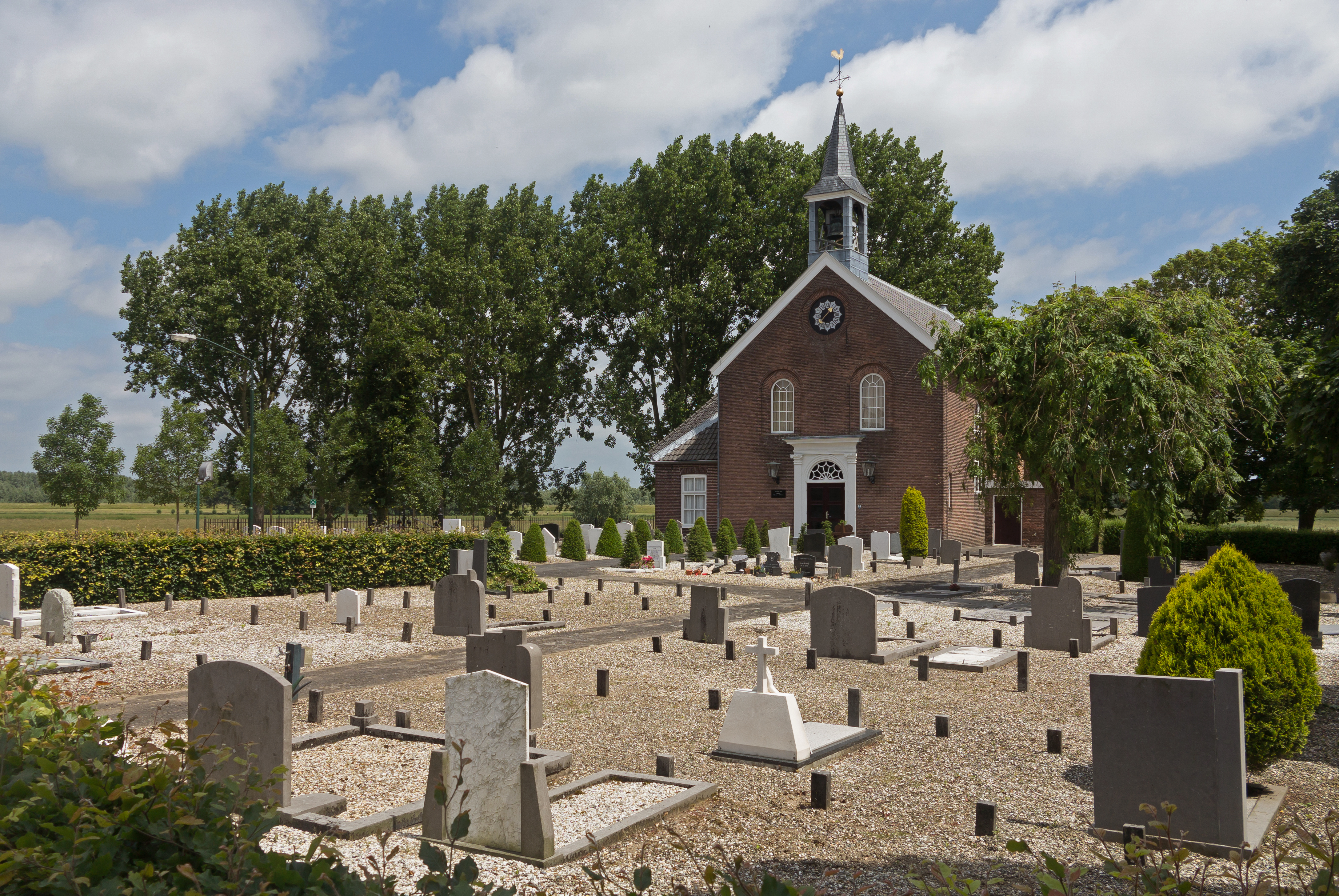
De Hervormde kerk in Giessen

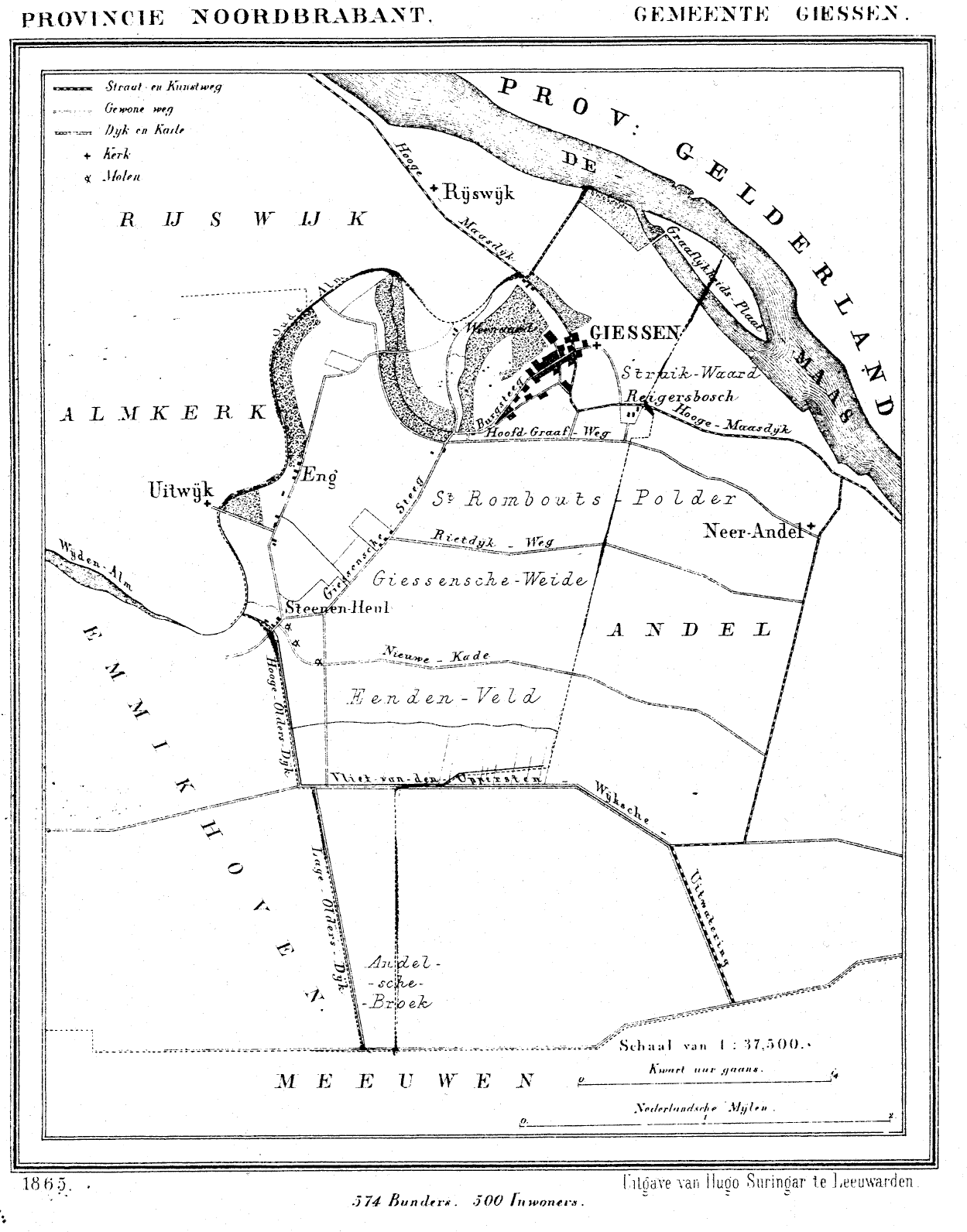
Giessen in 1865

Giessen (Hollands-Brabants: Giesse) is een dorp  in de Nederlandse gemeente Altena, behorend tot het Land van Altena, provincie Noord-Brabant. Het dorp ligt tegen het dorp Rijswijk aan en heeft 1.660 inwoners (2023).

## Ligging en nabijgelegen kernen
Giessen ligt tussen Rijswijk en Andel. Nabijgelegen kernen zijn Rijswijk, Poederoijen, Brakel, Andel, Waardhuizen

## Geschiedenis
In Giessen heeft ooit het Kasteel Giessen gestaan. Het dorp bezat reeds in de 11e eeuw een tufstenen kerkje. Omstreeks 1200 verlegde de Maas haar loop en brak door de bedding van de Alm, om vervolgens noordwestwaarts te stromen. Aldus werd ook de kerk ondermijnd en herbouwd op een buitendijkse terp.
Na de Tweede Wereldoorlog kwam er industrialisatie. Met name in 1952 begon de reeds in 1925 bestaande groothandel in groenten en aardappelen van de firma Hak met een groenteconservenindustrie, welke sindsdien aanzienlijk gegroeid is en de belangrijkste werkgever van Giessen is.
De voormalige gemeente Giessen werd in 1973 opgeheven en ingedeeld in de gemeente Woudrichem. Op 1 januari 2019 werd Giessen ingedeeld in de gemeente Altena.
In 2013 stuitte men aan de Burgstraat op de fundering van het Kasteel Giessen, door graafwerkzaamheden voor de bouw van woningen in bouwplan 'de Looveling'. De ex-brandweerkazerne en het dorpshuis werden voor dit plan gesloopt.
Het in de regio bekende overdekte Zwembad De Kikvors aan het Jagerspad, is in september 2014 volledig gesloopt. Veel activiteiten werden uitgevoerd, waaronder schoolzwemmen, examens, vrij zwemmen en in clubverband, en de jaarlijkse zwemvierdaagse rond de jaarwisseling. Op de bestaande grond is er echter niets voor terug gekomen. Het gebouw is begin jaren '70 geopend. Een nieuw zwembad is later gebouwd in Andel.
De brandweertoren (1957) bleef wel bewaard, en kreeg op vrijdag 8 mei 2015 zijn (vernieuwd) uurwerk weer terug. Dit op verzoek van de inwoners door een actie in 2014, mede verzorgd door o.a. Cees van Tilborg, tevens koster van de plaatselijke kerk.
In 2020 werd de ruim vijftig jaar oude basisschool 'De Ganzenhof' gesloopt. In 2021 volgde het cafépand aan het Jagerspad. Op de vrij gekomen grond kwamen woningen. 

## Bezienswaardigheden
- Hervormde kerk, op een terp buitendijks gelegen, met 14e-eeuws koor. Het orgel dateert uit 1922, en de luidklok 1948, en weegt 525 kg. De vorige uit 1602 is in 1942 gevorderd door de Duitse bezetter. De begraafplaats is eigendom van de Hervomde kerk.
- Giessen maakt deel uit van de Nieuwe Hollandse Waterlinie, waarvan het Fort bij Giessen (1881) een onderdeel is.
- Het boerderijcomplex aan de Eng 2 stamt uit de 19e eeuw, maar het bakhuis is ouder en draagt jaartal 1605.
- De Wilhelminasluis, bij Andel, in de Afgedamde Maas, uit 1896, maakte het mogelijk om de scheepvaart tussen Maas en Waal te handhaven.
- Naast de Wilhelminasluis, op de vaste oeververbinding tussen Noord-Brabant en Gelderland, aan de noordzijde van de provinciale weg N322, staat het Monument scheiding van Maas en Waal uit 1904.
- Giessen heeft ook een gereformeerd kerkgebouw gekend aan de Burgstraat, dat heeft bestaan van 1885-1931. Daarna werd gekerkt te Rijswijk en is het kerkje gesloopt.

Zie ook
- Lijst van rijksmonumenten in Giessen
- Lijst van gemeentelijke monumenten in Giessen

## Evenementen
- Sinds 1967 viert Giessen de "Giessense Mert", ofwel de jaarmarkt die jaarlijks op de tweede vrijdag van september gehouden wordt, en twee dagen duurt. De donderdagavond ervoor begint officieel het gehele evenement, met een openingsceremonie. Met Ca. 140 kramen met waar, een kermis, hardlopen, wielrennen, rommelmarkt, en buitenverlichting.[4] In 2020 is de Jaarmarkt niet doorgegaan, vanwege de coronapandemie.

## Natuur en landschap
Giessen ligt aan de Alm, een rivier waarvan een deel van de bedding in de 13e eeuw door de Maas werd ingenomen. Sinds 1904 is er sprake van de Afgedamde Maas.
Ten westen van de kom van Giessen ligt het Almbos en ten noordoosten vindt men de Struikwaard, een deels in natuurgebied omgezette uiterwaard.

## Media
- Altena nieuws[5]
- Het Kontakt[6]
- De Koppelaar, uitgave van één Giessen-Rijswijk.

## Voorzieningen
- Ned. Hervormde kerk (PKN)
- Basisschool De Parel
- Sporthal De Jager

## Verkeer en vervoer
Giessen is bereikbaar vanaf de A27 en ligt aan de N322.
Per openbaar vervoer is Giessen bereikbaar met buslijnen 181 ('s-Hertogenbosch - Gorinchem) en 221 (ringlijn Almkerk - Sleeuwijk - Almkerk) van Arriva.